# Taenionema
Taenionema is een geslacht van steenvliegen uit de familie vroege steenvliegen (Taeniopterygidae). De wetenschappelijke naam van het geslacht is voor het eerst geldig gepubliceerd in 1905 door Banks.

## Soorten
Taenionema omvat de volgende soorten:
- Taenionema atlanticum Ricker & Ross, 1975
- Taenionema californicum (Needham & Claassen, 1925)
- Taenionema grinnelli (Banks, 1918)
- Taenionema jacobii Stanger & Baumann, 1993
- Taenionema japonicum (Okamoto, 1922)
- Taenionema jeanae Baumann & Nelson, 2007
- Taenionema jewetti Stanger & Baumann, 1993
- Taenionema kincaidi (Hoppe, 1938)
- Taenionema oregonense (Needham & Claassen, 1925)
- Taenionema pacificum (Banks, 1900)
- Taenionema pallidum (Banks, 1902)
- Taenionema raynorium (Claassen, 1937)
- Taenionema uinta Stanger & Baumann, 1993
- Taenionema umatilla Stanger & Baumann, 1993